# Dennis Lloyd
Nir Tibor (ebraică: ניר טיבור‎; n. 18 iunie 1993, Tel Aviv), cunoscut sub numele de scenă Dennis Lloyd, este un muzician, producător, cântăreț, compozitor și multiinstrumentist israelian. Este cunoscut în special pentru single-ul „Nevermind”, lansat în 2016 și certificat cu aur în Australia, Austria, Elveția, Franța, Germania și Italia.

## Biografie
Nir Tibor s-a născut în Tel Aviv, Israel. A crescut în cartierul Ramat Aviv din oraș. Lloyd a învățat să cânte la trompetă la vârsta de opt ani, pentru ca mai târziu, la 13 ani, să învețe de unul singur să cânte la chitară. A urmat cursurile Liceului de Arte „Thelma Yellin” din Givatayim.

## Carieră
Lloyd și-a lansat primul single, „Playa (Say That)”, la mijlocul anului 2015. Spre sfârșitul anului, s-a mutat în Bangkok, unde a stat un an. În acest timp, Lloyd s-a concentrat exclusiv pe muzică și a scris 35 de cântece. După anul petrecut în Bangkok, Lloyd s-a întors în Israel, unde a lansat mai multe piese, printre care „Snow White” și „Nevermind (Alright)”. Lloyd a remixat ultima piesă și a lansat-o sub numele „Nevermind” în iarna anului 2016. Versiunea remixată s-a bucurat de un succes rapid pe platforma Spotify, unde a ajuns până pe locul 4 în topul Spotify Global Viral. Piesa a strâns peste 200 de milioane de accesări pe Spotify și peste 3,7 milioane pe Shazam. În iunie 2018, revista Time a numit-o una dintre „piesele verii”.
În iunie 2017, Lloyd a apărut într-un videoclip pe canalul de YouTube al platformei germane COLORS, unde a interpretat o versiune acustică a piesei sale „Leftovers”. Videoclipul a fost vizionat de peste 11 milioane de ori. În martie 2018, Lloyd a anunțat începutul unui turneu în Europa și America de Nord. MTFKR Tour a debutat în Italia, în mai 2018.

## Discografie

### Single-uri
| An   | Single                | Poziții | Poziții | Poziții | Poziții | Poziții | Poziții | Poziții | Poziții | Poziții | Poziții | Poziții | Poziții | Poziții | Poziții | Certificări | Album |
| An   | Single                | AUS     | AUT     | CAN     | CHE     | DEU     | ESP     | FRA     | GBR     | ITA     | NLD     | NOR     | ROU     | SWE     | USA     | Certificări | Album |
| ---- | --------------------- | ------- | ------- | ------- | ------- | ------- | ------- | ------- | ------- | ------- | ------- | ------- | ------- | ------- | ------- | --- | ----- |
| 2015 | „Playa (Say That)”    | —       | —       | —       | —       | —       | —       | —       | —       | —       | —       | —       | —       | —       | —       | |       |
| 2015 | „Snow White”          | —       | —       | —       | —       | —       | —       | —       | —       | —       | —       | —       | —       | —       | —       | |       |
| 2016 | „Demons”              | —       | —       | —       | —       | —       | —       | —       | —       | —       | —       | —       | —       | —       | —       | |       |
| 2016 | „Acts & Results”      | —       | —       | —       | —       | —       | —       | —       | —       | —       | —       | —       | —       | —       | —       | |       |
| 2016 | „Think About It”      | —       | —       | —       | —       | —       | —       | —       | —       | —       | —       | —       | —       | —       | —       | |       |
| 2016 | „Nevermind”           | 10      | 1       | 32      | 2       | 3       | 88      | 9       | 17      | 28      | 24      | 3       | 7       | 9       | 86      | - ARIA: 2 × platină - BPI: aur - BVMI: platină - FIMI: platină - IFPI Austria: aur - IFPI Schweiz: platină - Music Canada: 2 × platină - SNEP: platină |       |
| 2016 | „Analyzing”           | —       | —       | —       | —       | —       | —       | —       | —       | —       | —       | —       | —       | —       | —       | |       |
| 2017 | „Leftovers”           | —       | —       | —       | —       | —       | —       | —       | —       | —       | —       | —       | —       | —       | —       | |       |
| 2017 | „Nevermind (Alright)” | —       | —       | —       | —       | —       | —       | —       | —       | —       | —       | —       | —       | —       | —       | |       |